# Holcolaetis
Holcolaetis is een geslacht van spinnen uit de familie springspinnen (Salticidae).

## Soorten
De volgende soorten zijn bij het geslacht ingedeeld:
- Holcolaetis albobarbata Simon, 1910
- Holcolaetis clarki Wanless, 1985
- Holcolaetis cothurnata (Gerstäcker, 1873)
- Holcolaetis dyali Roewer, 1951
- Holcolaetis strandi Caporiacco, 1940
- Holcolaetis vellerea Simon, 1910
- Holcolaetis xerampelina Simon, 1886
- Holcolaetis zuluensis Lawrence, 1937